# Нуркенова Разія Тулеуївна
Разія Тулеуївна Нуркенова (рос. Разия Тулеуовна Нуркенова; нар. 4 травня 1968, Караганда, Казахська РСР — пом. 10 серпня 2020) — радянська та російська футболістка казахського походження, півзахисниця, футбольний тренер. Майстер спорту Росії.

## Життєпис
Закінчила КарПІ (Карагандинський педагогічний інститут).
У 1990-ті роки грала у футбол за команду ЦСК ВПС (Самара). У 2001 році завершила кар'єру гравчині, з 2003 року перейшла на тренерську роботу в спортивну школу ЦСК ВПС. З 2009 по 2020 рік - головний тренер професіональної команди ЦСК ВПС з жіночого футболу. З 2007 року - асистент старшого тренера дівочої збірної Росії (WU-17). Суддя першої категорії з футболу.

## Статистика виступів
| Клуб              | Сезон             | Чемпіонат | Чемпіонат | Кубок | Кубок | Єврокубки | Єврокубки | Інші  | Інші | Загалом | Загалом |
| Клуб              | Сезон             | Матчі     | Голи      | Матчі | Голи  | Матчі     | Голи      | Матчі | Голи | Матчі   | Голи    |
| ----------------- | ----------------- | --------- | --------- | ----- | ----- | --------- | --------- | ----- | ---- | ------- | ------- |
| ЦСК ВПС (Самара)  | 1992              | ?         | 2         | -     | -     | -         | -         | -     | -    | ?       | 2       |
| ЦСК ВПС (Самара)  | 1993              | ?         | 6         | -     | -     | -         | -         | -     | -    | ?       | 6       |
| ЦСК ВПС (Самара)  | 1994              | 8         | 1         | -     | -     | -         | -         | -     | -    | 8       | 1       |
| ЦСК ВПС (Самара)  | 1995              | 18        | 3         | ?     | 1     | -         | -         | -     | -    | 18      | 4       |
| ЦСК ВПС (Самара)  | 1996              | ?         | -         | ?     | 1     | -         | -         | 1     | -    | ?       | 1       |
| ЦСК ВПС (Самара)  | 2009              | 5         | 1         | -     | -     | -         | -         | -     | -    | 5       | 1       |
| ЦСК ВПС (Самара)  | 2010              | 1         | 1         | -     | -     | -         | -         | -     | -    | 1       | 1       |
| ЦСК ВПС (Самара)  | Загалом           | ?         | 13        | ?     | 2     | -         | -         | -     | -    | ?       | 15      |
| Усього за кар'єру | Усього за кар'єру | ?         | 13        | ?     | 2     | -         | -         | -     | -    | ?       | 15      |

## Досягнення
- / Чемпіонат Росії
  -  Чемпіон (3): 1993, 1994, 1996
  -  Срібний призер (4): 1992, 1995, 1997, 1998
  -  Бронзовий призер (2): 1999, 2000

- Кубок Росії
  -  Володар (1): 1994
  -  Фіналіст (3): 1995, 1996, 2002

- Кубок чемпіонів Співдружності
  -  Володар (1): 1996

- Ліга чемпіонів УЄФА
  - 1/4 фіналу (1): 2002/03

- У поєдинку «Арсенал» - ЦСК ВВС (04.11.2010) граючий тренер Разія Нуркенова провела свій останній офіційний матч у віці 42,5 роки[4].